# Pike County (Arkansas)
Das Pike County ist ein County im US-Bundesstaat Arkansas. Bei der Volkszählung im Jahr 2010 hatte das County 11.291 Einwohner und eine Bevölkerungsdichte von 7,2 Einwohnern pro Quadratkilometer. Der Verwaltungssitz (County Seat) ist Murfreesboro. Das County gehört zu den Dry Countys, was bedeutet, dass der Verkauf von Alkohol eingeschränkt oder verboten ist.

## Geographie
Das County liegt im mittleren Südwesten von Arkansas und hat eine Fläche von 1590 Quadratkilometern, wovon 28 Quadratkilometer Wasserfläche sind. Es grenzt an folgende Countys:
|               | Montgomery County |               |
| Howard County |                   | Clark County  |
|               | Hempstead County  | Nevada County |

## Geschichte

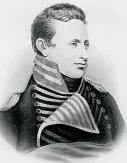
Z. Pike

Das Pike County wurde am 1. November 1833 aus Teilen des Clark County und des Hempstead County gebildet. Benannt wurde es nach Zebulon Pike (1779–1813), einem US-amerikanischen Offizier und Entdecker, nach dem auch der Berg Pikes Peak in Colorado benannt wurde.

## Demografische Daten
Nach der Volkszählung im Jahr 2010 lebten im Pike County 11.291 Menschen in 4345 Haushalten. Die Bevölkerungsdichte betrug 7,2 Einwohner pro Quadratkilometer.
Ethnisch betrachtet setzte sich die Bevölkerung zusammen aus 90,0 Prozent Weißen, 2,9 Prozent Afroamerikanern, 0,6 Prozent amerikanischen Ureinwohnern, 0,5 Prozent Asiaten sowie aus anderen ethnischen Gruppen; 1,6 Prozent stammten von zwei oder mehr Ethnien ab. Unabhängig von der ethnischen Zugehörigkeit waren 6,4 Prozent der Bevölkerung spanischer oder lateinamerikanischer Abstammung.
In den 4345 Haushalten lebten statistisch je 2,46 Personen.
22,4 Prozent der Bevölkerung waren unter 18 Jahre alt, 41,8 Prozent waren zwischen 19 und 64 und 19,4 Prozent waren 65 Jahre oder älter. 51,0 Prozent der Bevölkerung war weiblich.
Das jährliche Durchschnittseinkommen eines Haushalts lag bei 33.328 USD. Das Prokopfeinkommen betrug 18.536 USD. 18,8 Prozent der Einwohner lebten unterhalb der Armutsgrenze.

## Kultur und Sehenswürdigkeiten

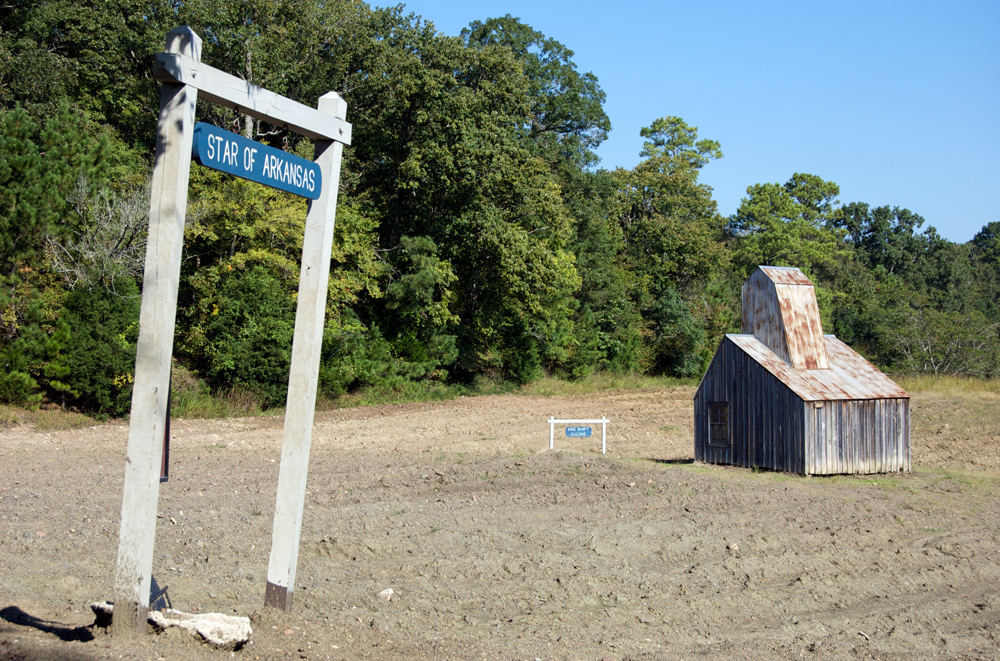
Im Crater of Diamonds State Park (2009). Dieser State Park enthält eine öffentlich zugängliche Diamantenmine und wurde im Juni 1973 als erstes Objekt des County in das NRHP aufgenommen.

Neun Bauwerke, Stätten und historische Bezirke (Historic Districts) des Countys sind im National Register of Historic Places („Nationales Verzeichnis historischer Orte“; NRHP) eingetragen (Stand 24. Juni 2022), darunter zwei Tankstellen, eine Bahnstation und das Gerichts- und Verwaltungsgebäude des County.

## Orte im Pike County
| Citys - Delight - Glenwood1 - Murfreesboro | Towns - Antoine - Daisy |

Census-designated place (CDP)
- Kirby

Unincorporated Communitys
| - Billstown - Hopewell - Langley - Lodi | - Newhope - Rosboro - Pisgah - Salem |

1 – teilweise im Montgomery County

weitere Orte
- Bowen
- Caney Valley
- Cooleyville
- Grandfield
- Highland
- Kimberley
- Mount Moriah
- Nathan
- Nutts
- Pike City
- Piney Grove
- Roy
- Shawmut
- Stelltown

Townships
- Antoine Township
- Brewer Township
- Clark Township
- Eagle Township
- Missouri Township
- Mountain Township
- Muddy Fork Township
- Pike City Township
- Saline Township
- Self Creek Township
- Thompson Township
- White Township
- Wolf Creek Township